# فلیپه سوم
فلیپه سوّم (به اسپانیایی: Felipe III) (زادهٔ ۱۴ آوریل ۱۵۷۸ – درگذشتهٔ ۳۱ مارس ۱۶۲۱)، پادشاه اسپانیا و همچنین به عنوان فلیپه دوم، پادشاه پرتغال، ناپولی، سیسیل ساردنی و دوک میلان از سال ۱۵۹۸ تا زمان مرگش در سال ۱۶۲۱ بود.
او از سال اول پادشاهی بی‌کفایت بود و عملاً تمام قدرت خود را به صدراعظم دوک لرما واگذار کرد. دوک لرما استقلال هلند اسپانیا را به رسمیت شناخت، جدایی هلند از اسپانیا ضربه‌ای سخت بر مقام و موقعیت اسپانیا وارد ساخت.
در دورهٔ فلیپه سوم، پادشاهی اسپانیا همچنان حضور مسلمانان را تهدیدی برای امنیت خود تلقی می‌کرد. مسلمانان اسپانیا، قصد داشتند با مسلمانان آفریقا، ترکان عثمانی و هانری چهارم، پادشاه فرانسه علیه اسپانیا متحد شوند. از سوی دیگر، مسلمانان نوشیدن شراب و مصرف گوشت را تحریم کرده بودند، و در نتیجه همهٔ مالیاتی که بر این کالاها بسته شده بود، به مسیحیان اسپانیا تحمیل می‌شد.
از سوی دیگر، خوان دریبرا، اسقف والنسیا اظهار نگرانی کرد که مسلمانان که به ندرت مجرد می‌ماندند، فرزندان بیشتری داشته باشند و بر مسیحیان قدیمی مسلط شوند. خوان دریبرا، از فلیپه سوم درخواست کرد که دستور بدهد همهٔ مسلمانان و مسلمان‌نژادهای بزرگسال اسپانیا، اخراج شوند. دوک‌لرما نیز موافقت کرد که همهٔ مسلمان‌ها و مسلمان‌نژادهای اسپانیا، به آفریقا بروند. در نتیجه کوچ اجباری اقوام مسلمان‌نژاد به آفریقا آغاز شد. مسلمانان اسپانیا عموماً صنعتگر و کشاورز بودند، و از پرکارترین به‌شمار می‌رفتند، و در نتیجه کوچ اجباری ایشان، اسپانیا را از تجربیات و قابلیت‌های این طبقهٔ کارآزموده محروم ساخت.
تا سال ۱۶۱۸، اسراف پادشاه و درباریان، رشوه‌خواهی کارمندان، و هرج و مرج امور اقتصاد اسپانیا، سبب شد که این پادشاهی رو به انحطاط گذاشت و از عظمت و شکوه دوران شارلکن فاصله گرفت.